# Poecilochorema crinitum
Poecilochorema crinitum är en nattsländeart som först beskrevs av Arturs Neboiss 1977.  Poecilochorema crinitum ingår i släktet Poecilochorema och familjen Hydrobiosidae. Inga underarter finns listade i Catalogue of Life.